# Lucjusz Woluzjusz Saturninus
Lucjusz Woluzjusz Saturninus, Lucius Volusius Saturninus (ur. 38 p.n.e., zm. 56 n.e.) był wybitnym mężem stanu w starożytnym Rzymie, synem Lucjusza Woluzjusza Saturninusa, konsula dodatkowego (consul suffectus) z 12 p.n.e. i Nonii Polli. Saturninus miał siostrę imieniem Volusia, która wyszła za mąż za niejakiego Korneliusza. Miał też dwóch synów, Lucjusza Woluzjusza Saturninusa, który został pontifex maximus, i Kwintusa Woluzjusza Saturninusa, który został konsulem w 56 n.e. Saturninus razem ze swoimi synami uruchomił kolumbarium na Via Appia. Jego kuzynką ze strony ojca była trzecia żona cesarza Kaliguli, Lollia Paulina.
Miał niezłomną reputację, znaczny majątek nabyty w uczciwy sposób i nieprzerwaną przyjaźń wszystkich cesarzy. Saturninus został konsulem w 3 n.e. i zmarł w wieku 93 lat. Aby uczcić go, senat, za wnioskiem cesarza Nerona zarządził by sprawiono uroczysty pogrzeb na koszt państwa oraz by wzniesiono szereg jego posągów w dużych świątyniach, teatrach i budynkach publicznych w całym Rzymie. Jego posągi obejmowały: jeden brązowy na Forum Augusta, dwa marmurowe w świątyni Boskiego Augusta, jeden w świątyni Boskiego Juliusza, inny na Palatynie wewnątrz Tripylum, następny na podwórzu Apolla widocznym z kurii, kolejny przedstawiający go jako augura, dalej ekwity oraz na krześle kurulnym stojącym niedaleko teatru Pompejusza.
| Ranga                                       | Data         |
| ------------------------------------------- | ------------ |
| Augur                                       | przed 3 n.e. |
| consul suffectus                            | 3            |
| Prokonsul Azji Mniejszej                    | 9–10         |
| Augustalis, Titius                          | 14–56        |
| Legatus pro praetore, prawdopodobnie Ilirii | 14–15        |
| Legatus pro praetore Dalmacji               | 34–50        |
| Praefectus urbi                             | ok. 42–56    |